# Équipe cycliste UAE Emirates Gen-Z
Cet article concerne l'équipe continentale. Pour l'équipe World Tour, voir Équipe cycliste UAE Emirates.
L'équipe continentale UAE Emirates Gen-Z est une équipe cycliste masculine émiratie. Créée en 2024, elle a le statut d'équipe continentale, a vocation à former de jeunes coureurs et est associée à l'équipe World Tour du même nom. 
Le maillot de l'équipe est identique à celui de l'équipe World Tour.

## Histoire de l'équipe
L'équipe est lancée pour la saison 2024 en tant qu'équipe de développement de la formation World Tour UAE Team Emirates. Elle court avec licence d'équipe continentale. Le premier directeur sportif de l'équipe est Jan Polanc, qui était lui-même actif en tant que coureur dans l'équipe UAE Team Emirates jusqu'au milieu de la saison 2023.
Gal Glivar a remporté les premiers succès de l'équipe lors du Sharjah Tour 2024.

## Principales victoires

### Courses d'un jour
- Giro del Belvedere : 2024 (Gal Glivar)

### Courses par étapes
- Sharjah Tour : 2024 (Gal Glivar)

### Championnats nationaux
- Championnats des Émirats arabes unis sur route : 3
  - Contre-la-montre : 2024 (Abdulla Alhammadi)
  - Course en ligne espoirs : 2024 (Mohammad Almutaiwei)
  - Contre-la-montre espoirs : 2024 (Abdulla Jasim Al-Ali)
- Championnats de Slovénie sur route : 2
  - Course en ligne espoirs : 2024 (Gal Glivar)
  - Contre-la-montre espoirs : 2024 (Gal Glivar)

## UAE Team Emirates Gen Z en 2025
Effectif
| Effectif 2025            | Effectif 2025     | Effectif 2025       | Effectif 2025                 |
| Cycliste                 | Date de naissance | Pays                | Équipe précédente             |
| ------------------------ | ----------------- | ------------------- | ----------------------------- |
| Mohammad Al Mutaiwei     | 28 novembre 2003  | Émirats arabes unis |                               |
| Ugo Fabries              | 3 août 2005       | France              | Trinity Racing (2024)         |
| Marcos Freire            | 16 juillet 2006   | Espagne             | Bathco Cycling Team (2024)    |
| Luca Giaimi              | 12 janvier 2005   | Italie              |                               |
| Abdulla Jasim Al-Ali     | 17 janvier 2003   | Émirats arabes unis |                               |
| Duarte Marivoet          | 2 février 2005    | Belgique            | Team Auto Eder (2023)         |
| Adrià Pericas            | 26 mai 2006       | Espagne             |                               |
| Anže Ravbar              | 11 mai 2005       | Slovénie            |                               |
| Enea Sambinello          | 9 février 2006    | Italie              |                               |
| Matthias Schwarzbacher   | 22 décembre 2005  | Slovaquie           | ATT Investments (2024)        |
| Gibbe Staes              | 9 octobre 2005    | Belgique            | Acrog-Tormans/Balen BC (2023) |
| Davide Stella            | 14 avril 2006     | Italie              |                               |
|                          |                   |                     |                               |
| Source : ProCyclingStats |                   |                     |                               |

Victoires
| Victoires | Victoires                                               | Victoires           | Victoires | Victoires              | Victoires |
| Date      | Course                                                  | Pays                | Classe    | Vainqueur              |           |
| --------- | ------------------------------------------------------- | ------------------- | --------- | ---------------------- | --------- |
| 28 janv.  | 5e étape, Sharjah Tour                                  | Émirats arabes unis | 2.2       | Davide Stella          |           |
| 28 fév.   | 5e étape du Tour du Rwanda                              | Rwanda              | 2.1       | Duarte Marivoet        |           |
| 5 mars    | Umag Classic                                            | Croatie             | 1.2       | Matthias Schwarzbacher |           |
| 15 mars   | 2e étape, Istrian Spring Tour                           | Croatie             | 2.2       | Adrià Pericas          |           |
| 23 mars   | Classica da Arrábida                                    | Portugal            | 1.2       | Luca Giaimi            |           |
| 27 mars   | 2e étape du Tour de l'Alentejo                          | Portugal            | 2.2       | Davide Stella          |           |
| 30 mars   | 5e étape du Tour de l'Alentejo                          | Portugal            | 2.2       | Luca Giaimi            |           |
| 12 avr.   | Championnat des Émirats arabes unis du contre-la-montre | Émirats arabes unis | CN        | Abdulla Jasim Al-Ali   |           |